# Lekkoatletyka na Letnich Igrzyskach Paraolimpijskich 2004 – rzut dyskiem kl. F58 mężczyzn
W rzucie dyskiem kl. F58 (zawodnicy na wózkach inwalidzkich) mężczyzn podczas Letnich Igrzysk Paraolimpijskich 2004 rywalizowało ze sobą 10 zawodników.

## Wyniki

### Finał
| Poz. | Zawodnik            | Narodowość | Rezultat | Uwagi |
| ---- | ------------------- | ---------- | -------- | ----- |
| 1    | Chen Yonggang       | Chiny      | 52.73    |       |
| 2    | Mahmoud Elatar      | Egipt      | 52.59    |       |
| 3    | Alireza Kamali      | Iran       | 52.35    |       |
| 4    | Alexis Pizarro      | Portoryko  | 51.80    |       |
| 5    | Metawa Abou Elkhair | Egipt      | 51.06    |       |
| 6    | Tahar Lachheb       | Tunezja    | 48.48    |       |
| 7    | Fahad Salem         | Kuwejt     | 47.96    |       |
| 8    | Ali Ghribi          | Tunezja    | 44.48    |       |
| 9    | Qiu Delun           | Chiny      | 42.63    |       |
| 10   | Janusz Rokicki      | Polska     | 39.55    |       |